# Ван Сичжи
Ван Сичжи́ (кит. трад. 王羲之, пиньинь Wáng Xīzhī, 303 — 361) — китайский каллиграф, создатель восьми принципов юн.

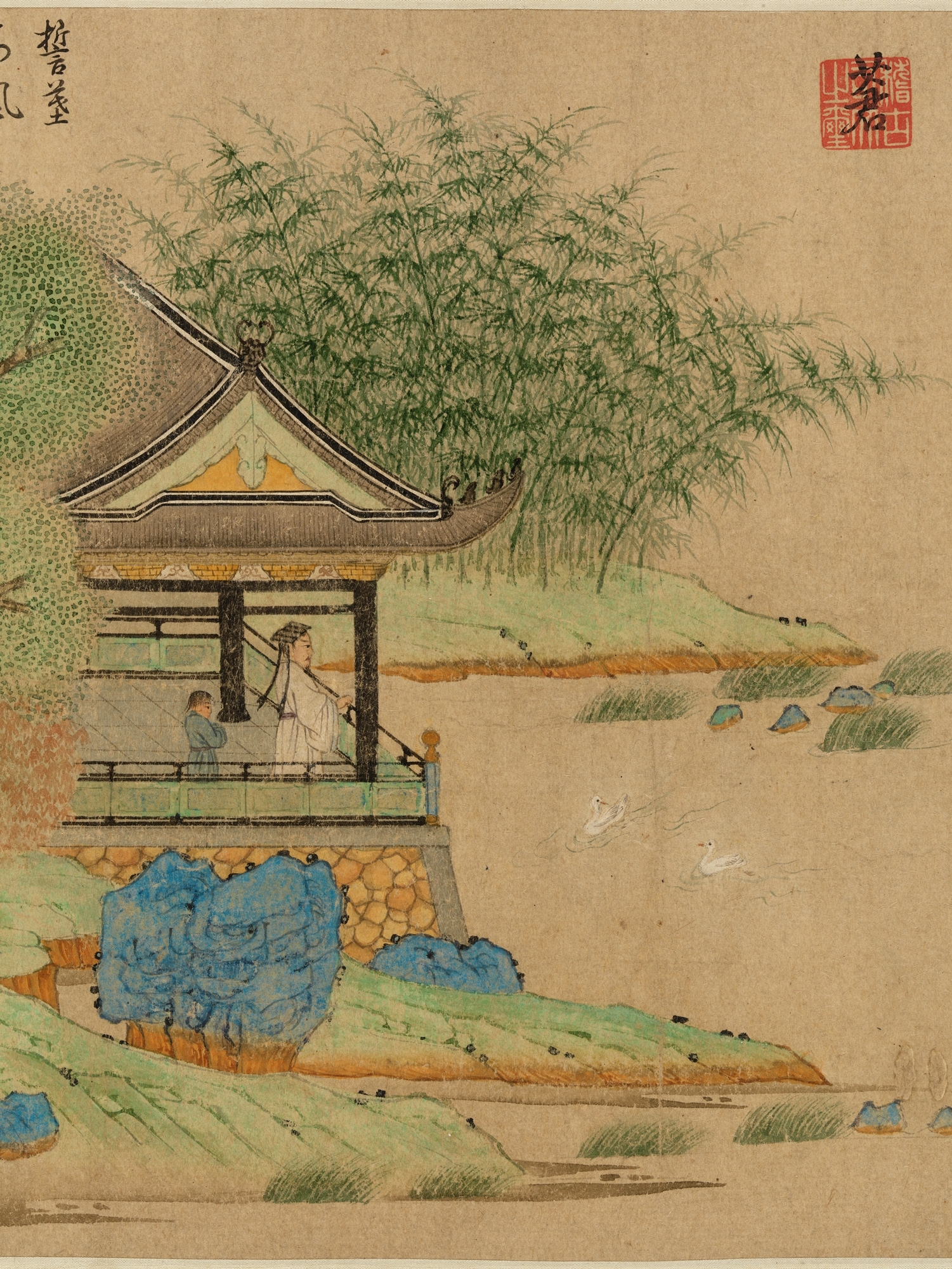
Цянь Сюань, XIII в. Ван Сичжи, любующийся гусями

## Биография
Учился у знаменитой госпожи Вэй (Вэй Шо). Служил при дворе, дойдя до должности полководца. Его оригинальные работы не сохранились, но дошли в позднейших копиях. Был прозван «Богом каллиграфии», превратился в героя популярных рассказов. Каллиграфами стали и семь его сыновей, из которых наиболее известен младший, Ван Сянчжи, позднее их c отцом называли «Два Вана». Шитао писал:

Как ни жаль, я не придерживаюсь методов двух Ванов, впрочем два Вана тоже не придерживались моих методов.

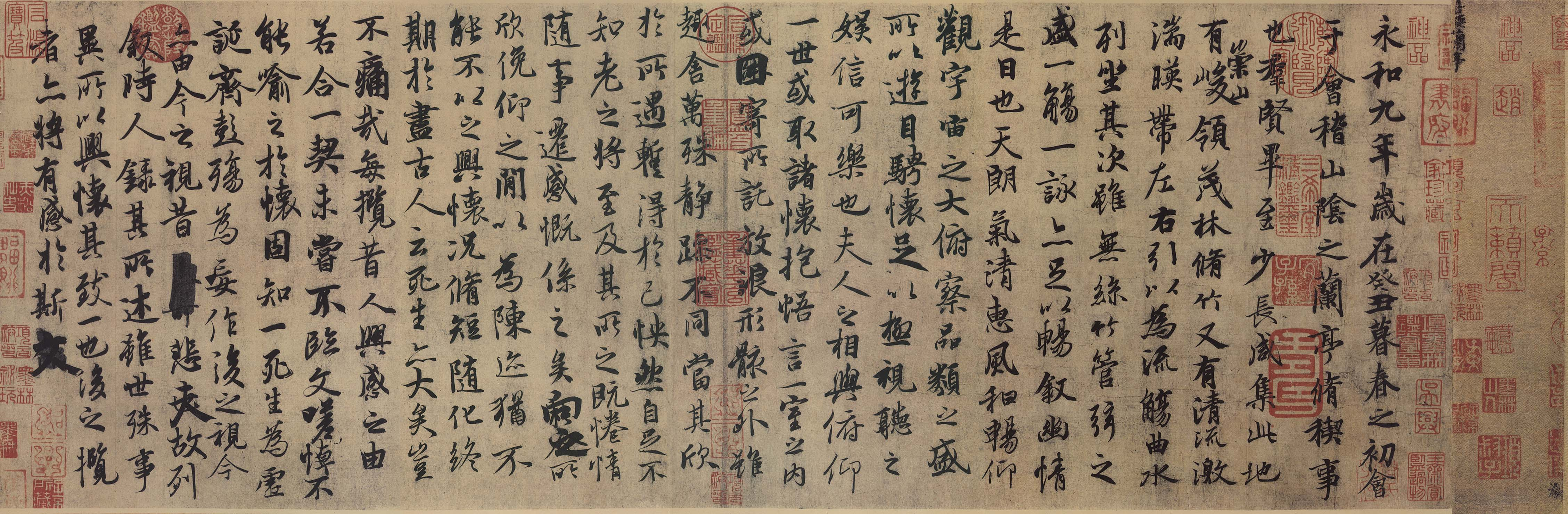
Предисловие к «Стихотворениям, сочинённым в Павильоне орхидей»

## Произведения
Наиболее знаменитое произведение Ван Сичжи — предисловие к антологии «Стихотворения, сочинённые в Павильоне орхидей» («Ланьтинцзи сюй» 蘭亭集序), написанное в 353 году. Помимо каллиграфических достоинств, оно прославилось благодаря интересу, проявленному к нему вторым императором эпохи Тан Ли Шиминем, большим поклонником Ван Сичжи: в поисках оригинала «Ланьтинцзи» он организовал серию сыскных кампаний, которая стала основой картин, новелл и пьес.